# Spantritningen
Spantritning är ritningen till båtens mallar eller spant. Spantritningen ligger till underlag för att göra ett utslag i full skala med hjälp av en utslagstabell som beräknas till ritningens diagonallinjer och vattenlinjer, konstruktionsvattenlinjen. (kvl)är en beräknad vattenlinje.